# Ławka (taternictwo)

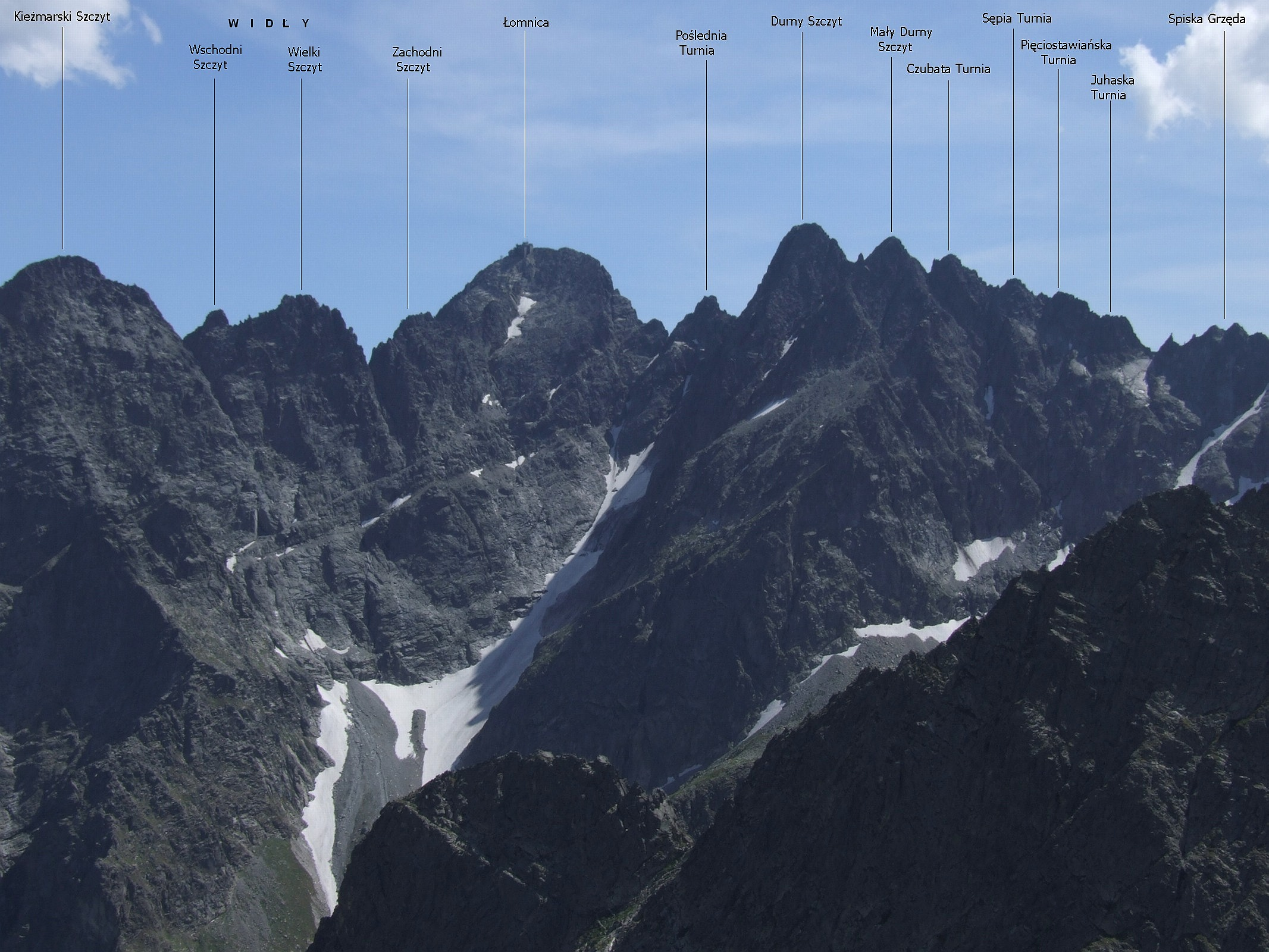
Miedziane Ławki widoczne jako dwie skośne rysy od Łomnicy do Kieżmarskiego Szczytu

Ławka – w nazewnictwie tatrzańskim słowo mające 2 znaczenia:
1. Rodzaj formacji terenowej, mniej więcej poziomej, podobnej do zachodu lub półki. Czasami tego typu formacje posiadają własną nazwę, np. Miedziane Ławki,
2. Rodzaj przełęczy lub przełączki, np. Czarna Ławka, Niżnia Czarna Ławka, Czerwona Ławka. Często nazwę takiej przełęczy utworzono od znajdującej się w jej zboczach formacji terenowej typu ławka,